# Abierto Mexicano de Tenis 2021 - Qualificazioni singolare
Le qualificazioni del singolare dell'Abierto Mexicano de Tenis 2021 sono state un torneo di tennis preliminare per accedere alla fase finale della manifestazione. I vincitori dell'ultimo turno sono entrati di diritto nel tabellone principale. In caso di ritiro di uno o più giocatori aventi diritto a questi sono subentrati i lucky loser, ossia i giocatori che hanno perso nell'ultimo turno ma che avevano una classifica più alta rispetto agli altri partecipanti che avevano comunque perso nel turno finale

## Teste di serie
1. Salvatore Caruso (spostato al tabellone principale)
2. João Sousa (secondo turno)
3. Lorenzo Musetti (qualificato)
4. Denis Kudla (ultimo turno, Lucky loser)

1. Thiago Seyboth Wild (secondo turno)
2. Damir Džumhur (secondo turno)
3. Cedrik-Marcel Stebe (secondo turno)
4. Henri Laaksonen (primo turno)

## Qualificati
1. Brandon Nakashima
2. Stefan Kozlov

1. Lorenzo Musetti
2. Tallon Griekspoor

## Tabellone

### Legenda
| - Q = Qualificato - WC = Wild card - LL = Lucky loser | - ALT = Alternate - SE = Special Exempt - PR = Protected Ranking | - w/o = Walkover - r = Ritirato - d = Squalificato |

### Sezione 1
|  | Primo turno | Primo turno         | Primo turno        | Primo turno | Primo turno |  |  | Secondo turno | Secondo turno       | Secondo turno       | Secondo turno     | Secondo turno     |   |   | Ultimo turno | Ultimo turno  | Ultimo turno  | Ultimo turno | Ultimo turno |  |
|  |             |                     |                    |             |             |  |  |               |                     |                     |                   |                   |   |   |              |               |               |              |              |  |
|  | Alt         | Nicolas Mahut       | Nicolas Mahut      | 6           | 6           |  |  |               |                     |                     |                   |                   |   |   |              |               |               |              |              |  |
|  |             | Luke Saville        | Luke Saville       | 3           | 3           |  |  | Alt           | Nicolas Mahut       | 3                   | 0                 | r                 |   |   |              |               |               |              |              |  |
|  |             | Enrico Dalla Valle  | Enrico Dalla Valle | 1           | 4           |  |  |               | Federico Gaio       | 6                   | 2                 |                   |   |   |              |               |               |              |              |  |
|  |             | Federico Gaio       | Federico Gaio      | 6           | 6           |  |  |               |                     |                     |                   |                   |   |   |              | Federico Gaio | Federico Gaio | 3            | 3            |  |
|  | WC          | Luis Patiño         | Luis Patiño        | 2           | 1           |  |  |               |                     |                     | Brandon Nakashima | Brandon Nakashima | 6 | 6 |              |               |               |              |              |  |
|  |             | Brandon Nakashima   | Brandon Nakashima  | 6           | 6           |  |  |               | Brandon Nakashima   | Brandon Nakashima   | 6                 | 6                 |   |   |              |               |               |              |              |  |
|  |             | Danilo Petrović     | 3                  | 6           | 4           |  |  | 5             | Thiago Seyboth Wild | Thiago Seyboth Wild | 3                 | 3                 |   |   |              |               |               |              |              |  |
|  | 5           | Thiago Seyboth Wild | 6                  | 4           | 6           |  |  |               |                     |                     |                   |                   |   |   |              |               |               |              |              |  |

### Sezione 2
|  | Primo turno | Primo turno             | Primo turno             | Primo turno | Primo turno |  |  | Secondo turno | Secondo turno           | Secondo turno           | Secondo turno           | Secondo turno |   |   | Ultimo turno | Ultimo turno  | Ultimo turno | Ultimo turno | Ultimo turno |  |
|  |             |                         |                         |             |             |  |  |               |                         |                         |                         |               |   |   |              |               |              |              |              |  |
|  | 2           | João Sousa              | 7                       | 5           | 7           |  |  |               |                         |                         |                         |               |   |   |              |               |              |              |              |  |
|  | WC          | Miša Zverev             | 5                       | 7           | 5           |  |  | 2             | João Sousa              | 2                       | 6                       | 3             |   |   |              |               |              |              |              |  |
|  | Alt         | Jordi Arconada          | Jordi Arconada          | 4           | 1           |  |  |               | Stefan Kozlov           | 6                       | 2                       | 6             |   |   |              |               |              |              |              |  |
|  |             | Stefan Kozlov           | Stefan Kozlov           | 6           | 6           |  |  |               |                         |                         |                         |               |   |   |              | Stefan Kozlov | 6            | 1            |              |  |
|  |             | Alessandro Bega         | Alessandro Bega         | 63          | 1           |  |  |               |                         |                         | Botic van de Zandschulp | 3             | 0 | r |              |               |              |              |              |  |
|  |             | Botic van de Zandschulp | Botic van de Zandschulp | 7           | 6           |  |  |               | Botic van de Zandschulp | Botic van de Zandschulp | 6                       |               |   |   |              |               |              |              |              |  |
|  |             | Collin Altamirano       | 6                       | 6(1)        | 0           |  |  | 6             | Damir Džumhur           | Damir Džumhur           | 5                       | r             |   |   |              |               |              |              |              |  |
|  | 6           | Damir Džumhur           | 4                       | 7           | 6           |  |  |               |                         |                         |                         |               |   |   |              |               |              |              |              |  |

### Sezione 3
|  | Primo turno | Primo turno              | Primo turno              | Primo turno | Primo turno |  |  | Secondo turno | Secondo turno            | Secondo turno   | Secondo turno            | Secondo turno            |   |   | Ultimo turno | Ultimo turno    | Ultimo turno    | Ultimo turno | Ultimo turno |  |
|  |             |                          |                          |             |             |  |  |               |                          |                 |                          |                          |   |   |              |                 |                 |              |              |  |
|  | 3           | Lorenzo Musetti          | 3                        | 6           | 6           |  |  |               |                          |                 |                          |                          |   |   |              |                 |                 |              |              |  |
|  | WC          | Juan Alejandro Hernández | 6                        | 1           | 0           |  |  | 3             | Lorenzo Musetti          | Lorenzo Musetti | 6                        | 7                        |   |   |              |                 |                 |              |              |  |
|  |             | Guido Iván Justo         | Guido Iván Justo         | 0           | 1           |  |  | WC            | Agustín Velotti          | Agustín Velotti | 3                        | 5                        |   |   |              |                 |                 |              |              |  |
|  | WC          | Agustín Velotti          | Agustín Velotti          | 6           | 6           |  |  |               |                          |                 |                          |                          |   |   | 3            | Lorenzo Musetti | Lorenzo Musetti | 6            | 6            |  |
|  |             | Jason Jung               | Jason Jung               | 5           | 2           |  |  |               |                          |                 | Frederico Ferreira Silva | Frederico Ferreira Silva | 4 | 2 |              |                 |                 |              |              |  |
|  |             | Frederico Ferreira Silva | Frederico Ferreira Silva | 7           | 6           |  |  |               | Frederico Ferreira Silva | 6               | 3                        | 6                        |   |   |              |                 |                 |              |              |  |
|  |             | Paolo Lorenzi            | Paolo Lorenzi            | 2           | 0           |  |  | 7             | Cedrik-Marcel Stebe      | 4               | 6                        | 3                        |   |   |              |                 |                 |              |              |  |
|  | 7           | Cedrik-Marcel Stebe      | Cedrik-Marcel Stebe      | 6           | 6           |  |  |               |                          |                 |                          |                          |   |   |              |                 |                 |              |              |  |

### Sezione 4
|  | Primo turno | Primo turno        | Primo turno        | Primo turno | Primo turno |  |  | Secondo turno | Secondo turno      | Secondo turno      | Secondo turno     | Secondo turno     |   |   | Ultimo turno | Ultimo turno | Ultimo turno | Ultimo turno | Ultimo turno |  |
|  |             |                    |                    |             |             |  |  |               |                    |                    |                   |                   |   |   |              |              |              |              |              |  |
|  | 4           | Denis Kudla        | Denis Kudla        | 6           | 6           |  |  |               |                    |                    |                   |                   |   |   |              |              |              |              |              |  |
|  |             | John-Patrick Smith | John-Patrick Smith | 4           | 4           |  |  | 4             | Denis Kudla        | Denis Kudla        | 6                 | 6                 |   |   |              |              |              |              |              |  |
|  |             | Alejandro González | 2                  | 7           | 3           |  |  |               | Alejandro González | Alejandro González | 3                 | 2                 |   |   |              |              |              |              |              |  |
|  |             | Raymond Sarmiento  | 6                  | 63          | 0r          |  |  |               |                    |                    |                   |                   |   |   | 4            | Denis Kudla  | Denis Kudla  | 3            | 6            |  |
|  |             | Tallon Griekspoor  | 7                  | 4           | 6           |  |  |               |                    |                    | Tallon Griekspoor | Tallon Griekspoor | 6 | 7 |              |              |              |              |              |  |
|  |             | Hernán Casanova    | 5                  | 6           | 2           |  |  |               | Tallon Griekspoor  | 6                  | 65                | 6                 |   |   |              |              |              |              |              |  |
|  |             | Thanasi Kokkinakis | Thanasi Kokkinakis | 6           | 6           |  |  |               | Thanasi Kokkinakis | 4                  | 7                 | 3                 |   |   |              |              |              |              |              |  |
|  | 8           | Henri Laaksonen    | Henri Laaksonen    | 1           | 3           |  |  |               |                    |                    |                   |                   |   |   |              |              |              |              |              |  |